# Fire Make Thunder
Fire Make Thunder – czwarty studyjny album amerykańskiej grupy Office of Strategic Influence wydany 27 marca 2012. 

## Lista utworów
1. "Cold Call" – 7:10
2. "Guards" – 5:03
3. "Indian Curse" – 4:42
4. "Enemy Prayer" (instrumentalny) – 4:54
5. "Wind Won't Howl" – 5:05
6. "Big Chief II" – 3:04
7. "For Nothing" – 3:18
8. "Invisible Men" – 9:54

## Twórcy
- Jim Matheos – gitara, gitara basowa, instrumenty klawiszowe, programowanie, produkcja muzyczna, miksowanie
- Kevin Moore – śpiew, instrumenty klawiszowe, programowanie, produkcja muzyczna, miksowanie, słowa
- Gavin Harrison – perkusja
- Brent Stegeman – projekt okładki
- Matt Sepanic – miksowanie
- Roger Siebel – mastering